# Żarłacz biały
Żarłacz biały, rekin biały, rekin ludojad, żarłacz ludojad (Carcharodon carcharias) – gatunek ryby chrzęstnoszkieletowej z rodziny lamnowatych (Lamnidae), jedyny żyjący współcześnie przedstawiciel rodzaju Carcharodon, jeden z największych rekinów drapieżnych. Poławiany komercyjnie i sportowo.

## Występowanie
Gatunek kosmopolityczny spotykany w większości ciepłych (od tropikalnych do umiarkowanych) wód oceanicznych na różnych głębokościach – w wodach szelfowych, od przypowierzchniowych do głębokości ponad 1200 m. Wpływa również do wód chłodniejszych. Starsze osobniki spotykane są w wodach pelagialnych.

## Budowa
Ciało krępe, wrzecionowate, silnie umięśnione, osiąga przeciętnie długość do 6 metrów, przy masie do 2 ton (samice większe od samców). Maksymalna potwierdzona długość to 7,2 m przy masie 3,4 tony. Wcześniej – w 1870 i w 1930 – zanotowano dwa osobniki o długości ok. 11 m jednak wyniki te były później kwestionowane. Żarłacz tygrysi osiąga podobną długość przy mniejszej masie ciała. Żarłacz biały ma krótki, tępostożkowy pysk, małe oczy i małą tryskawkę. Zęby duże, trójkątne, o ostrych, piłkowanych krawędziach. Wysokość zębów dochodzi do 5 cm a ich liczba do 128. Grzbiet ciemno- lub niebieskoszary, brzuch jasnoszary do białego.

## Tryb życia
Żarłacz biały ma bardzo czuły węch. Potrafi wyczuć jedną kroplę krwi w 115 l wody. Pływa zwinnie i szybko, z prędkością sięgającą nawet 40 km/h. Żywi się dużymi rybami, żółwiami morskimi, poluje na foki i delfiny. Samica rodzi do 30 młodych o długości 36 cm. Jest jedynym rekinem wystawiającym głowę ponad powierzchnię wody w celu obserwowania ofiary.

## Ataki na człowieka
Żarłacz biały uważany jest za najbardziej niebezpiecznego z rekinów. Opinię taką wzmacniają publikowane dane na temat liczby ataków na terenach kąpielisk między innymi południowej Australii, Nowej Zelandii, Stanów Zjednoczonych i południowej Afryki, a więc na terenach występowania tego gatunku. Analiza tych danych wskazuje jednak, że człowiek nie jest "przysmakiem" żarłacza białego. Odnotowywane ataki należy raczej traktować jako "pomyłki" drapieżnika. Wskazuje na to sposób gryzienia w czasie ataku. Rekin nie rozrywa ofiary, lecz gryzie i w większości wypadków odpływa, pozwalając ofierze przeżyć. Nie należy również wykluczać ataków powodowanych chęcią obrony swojego terytorium.
Statystycznie, roczna liczba ataków ze skutkiem śmiertelnym dokonanych przez psy na terenie Stanów Zjednoczonych jest większa od liczby podobnych ataków dokonanych przez żarłacze białe w ciągu ostatnich 100 lat. Na skutek połowów, oraz stosowania sieci chroniących kąpieliska, populacja żarłacza białego maleje.